# Vue Entertainment
Vue Entertainment, Markenauftritt vue,  ist eine Kinokette mit Sitz in London. Sie betreibt rund 85 Kinos mit 800 Sälen im Vereinigten Königreich, in Irland, Polen, Deutschland, Dänemark, Italien, Lettland, Litauen, den Niederlanden und Taiwan. Der Umsatz lag 2011 nach Unternehmensangaben bei umgerechnet rund 378 Millionen Euro, die Zahl der Mitarbeiter bei etwa 3000.

## Geschichte
Das Unternehmen entstand im Mai 2003 aus der Fusion der von Tim Richards, dem CEO von Vue Entertainment, gegründeten Kette SBC International Cinemas mit den 36 Häusern der von ihm übernommenen Kette Warner Village Cinemas UK. Warner Village Cinema seinerseits war ein 1996 gegründetes Joint Venture des US-Konzerns Warner Brothers mit dem australischen Konzern Village Roadshow.
2005 übernahm Vue von Aurora Entertainment die englisch-irische Kinokette Ster Century. Ster Century war ursprünglich eine Tochter der südafrikanischen Gruppe Ster-Kinekor, die aus der Übernahme der südafrikanischen Kinos von 20th Century Fox im Jahr 1969 durch das Versicherungsunternehmen Sanlam entstanden war.
Im Jahr 2006 erfolgte ein Management-buy-out, bei dem das Management 51 Prozent der Anteile an Vue übernahm, den Rest die Bank of Scotland. 2010 wurde Vue Entertainment an die Londoner Beteiligungsgesellschaft Doughty Hanson & Co verkauft.
Im Juli 2012 gab Vue Entertainment die Absicht zur Übernahme der Hamburger Multiplexkino-Gruppe Cinemaxx mit 31 Häusern in Deutschland und drei in Dänemark für 174 Millionen Euro bekannt. Deren größter Aktionär Herbert Kloiber stimmte zu, seinen Anteil von knapp 85 Prozent zu verkaufen. Nach Übernahme von 95 Prozent der Anteile wurde im Oktober 2012 der Squeeze-out der Minderheitsaktionäre beantragt. Nach der Übernahme von Cinemaxx hatte Vue Entertainment etwa 5100 Mitarbeiter und einen Umsatz von umgerechnet über 570 Millionen Euro.
Im Juni 2013 verkaufte Doughty Hanson & Co  für
1,5 Milliarden US-Dollar Vue Entertainment an Omers Private Equity und Alberta Investment Management, beides Investmentgesellschaften kanadischer Pensionskassen.
Im Oktober 2018 wurde angekündigt, dass die Kette Cinestar mit 55 plus zwei im Bau befindlichen Multiplex-Kinos (449 Leinwände) übernommen werden soll. Das Bundeskartellamt stimmte der Übernahme am 2. März 2020 unter der Bedingung zu, dass innerhalb von sechs Monaten fünf Cinestar-Kinos und ein Cinemaxx-Kino an Wettbewerber verkauft werden, um ein Monopol in den sechs Städten zu verhindern. Im Dezember 2020 wurde das Scheitern der Übernahme bekannt, da die Bedingungen des Bundeskartellamts, im Zuge der Corona-Pandemie, nicht fristgerecht erfüllt wurden.